# Ependimòcit
Els ependimòcits són cèl·lules que formen un epiteli columnar simple anomenat epèndima. Les cèl·lules ependimàries tapissen la totalitat del canal central medul·lar (canal ependimari). També recobreixen l'interior dels ventricles cerebrals (cavitats de l'encèfal). Formen part del teixit glial
La superfície apical dels ependimòcits presenta múltiples cilis mòbils de cara al canal o al ventricle, que estan banyats pel líquid cefalorraquidi. Generalment es troben relacionats amb els ependimòcits adjacents per la cara lateral mitjançant zones oclusives (unions estretes). La superfície basal és força irregular i no presenten làmina basal. En contacte amb aquesta superfície hi ha el parènquima nerviós restant.